# Quizlet
Quizlet es una página web y aplicación de móvil educativa. Fue creado por Andrew Sutherland
en octubre de 2005 y lanzado al público en enero de 2007. Quizlet entrena a los estudiantes a través de tarjetas de aprendizaje (flash cards) y varios juegos y pruebas. En agosto de 2017, Quizlet tenía más de 160 millones de flashcards generadas por los usuarios y más de 20 millones de estudiantes activos.